# 胡汝政
胡汝政（？—？），字子德，號崇斋，四川成都府井研县人。

## 生平
正月十八日生，治礼记。萬曆十六年（1588年）戊子科四川乡试第五名举人，二十三年（1595年）乙未科會試第七十六名，廷試三甲第一百四十名進士。户部觀政，二十四年六月授湖廣攸县知縣，時矿使驿骚，汝政稍裁抑之，不使横虐。均赋役，毁淫祠，尤加意人才，赈恤寒酸。歴任至吏部文选司郎中。天启元年（1621年），起升太常寺少卿。三年升右通政，九月改南京太常寺卿。官至礼部侍郎

## 家族
曾祖胡榮，甲辰進士、雲南按察司佥事、累升參議。祖胡汶，蜀府引禮。父胡芳春，贈知縣。母吴氏，贈孺人；庶慈母彭氏。本生父胡林春，封知縣；本生母曾氏，贈孺人。永感下。從兄胡其高（辛未進士、兵部主事）。娶徐氏，继娶寥氏。子世儒、世宠、世錫。

## 引用
1. ↑  天启元年七月，升尚宝司卿柯㫤、饶位俱太仆寺少卿，起文选司郎中胡汝政太常寺少卿。
2. ↑  《井研县志》